# Marlothiella
Marlothiella,  rod štitarki smješten u vlastiti tribus Marlothielleae. Jedina je vrsta M. gummifera, endem iz Namibije.

## Opis
Marlothiella gummifera je mali višegodišnji grm koji je endemičan za namibijsku Obalu kostura. Iznenađujuće je otkriće da se opća morfologija ploda slaže s onom koja se tipično nalazi u Saniculoideae i drugim bazalno divergentnim taksonima. Osobit je kombinacijom složene štitaste cvasti, blago heteromorfnih plodova i raspršenih kristala (tipičnih za bazalno divergentne rodove potporodice Apioideae) s nekoliko karakteristika tipičnih za potporodicu Saniculoideae: veliki rebrasti kanali, bez vittae (žljezdani kanali u šizokarpijumu štitarki), jednostanični zvjezdasti trihomi (nije uočeno u bilo kojem drugom rodu porodice), i ventralni vaskularni snopovi koji su slabo razvijeni ili ih nema. Prikazani su novi uvidi u morfologiju i moguće sustavne srodnosti ovog slabo poznatog monotipskog roda, zajedno s detaljnom taksonomskom revizijom.